# Castors de Sherbrooke (1992-2003)
Cet article concerne l'équipe disparue en 2003. Pour l'équipe disparue en 1982, voir Castors de Sherbrooke (1969-1982).
Les Castors de Sherbrooke sont une équipe de hockey sur glace qui a évolué dans la LHJMQ de 1992 à 2003, d'abord sous le nom de Faucons de Sherbrooke de 1992 à 1998.

## Histoire
En 2003, les Castors déménagent à Lewiston pour devenir les Maineiacs de Lewiston.

## Logos

## Statistiques
| No | Saison    | PJ | V  | D  | N | DP | BP  | BC  | Pts | Classement               | Séries éliminatoires |
| -- | --------- | -- | -- | -- | - | -- | --- | --- | --- | ------------------------ | -------------------- |
| 1  | 1992-1993 | 70 | 44 | 20 | 6 | -  | 302 | 241 | 94  | 1er de la division Dilio | Finalistes           |
| 2  | 1993-1994 | 72 | 41 | 29 | 2 | -  | 317 | 247 | 84  | 2e de la division Dilio  | Éliminés au 2e tour  |
| 3  | 1994-1995 | 72 | 37 | 30 | 5 | -  | 298 | 251 | 79  | 4e de la division Dilio  | Éliminés au 1er tour |
| 4  | 1995-1996 | 70 | 40 | 27 | 3 | -  | 306 | 263 | 83  | 4e de la division Lebel  | Éliminés au 1er tour |
| 5  | 1996-1997 | 70 | 24 | 45 | 1 | -  | 206 | 283 | 49  | 6e de la division Lebel  | Éliminés au 1er tour |
| 6  | 1997-1998 | 70 | 26 | 41 | 3 | -  | 220 | 273 | 55  | 7e de la division Lebel  | Non qualifiés        |
| 7  | 1998-1999 | 70 | 31 | 34 | 5 | -  | 268 | 272 | 67  | 4e de la division Lebel  | Éliminés au 2e tour  |
| 8  | 1999-2000 | 72 | 35 | 28 | 7 | 2  | 267 | 255 | 79  | 3e de la division Centre | Éliminés au 1er tour |
| 9  | 2000-2001 | 72 | 28 | 37 | 4 | 3  | 245 | 274 | 63  | 4e de la division Centre | Éliminés au 1er tour |
| 10 | 2001-2002 | 72 | 21 | 43 | 7 | 1  | 231 | 284 | 50  | 4e de la division Centre | Non qualifiés        |
| 11 | 2002-2003 | 72 | 37 | 25 | 7 | 3  | 237 | 214 | 84  | 2e de la division Centre | Éliminés au 2e tour  |